# Thiodina peckhami
Thiodina peckhami là một loài nhện trong họ Salticidae.
Loài này thuộc chi Thiodina. Thiodina peckhami được Elizabeth Bangs Bryant miêu tả năm 1940.